# Pringtulis
Pringtulis is een bestuurslaag in het regentschap Jepara van de provincie Midden-Java, Indonesië. Pringtulis telt 3701 inwoners (volkstelling 2010).